# Gustav Christian von Handtwig

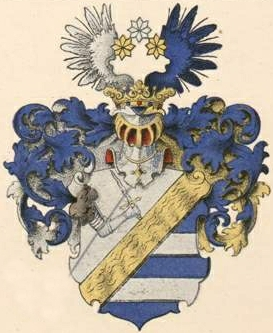
Familienwappen derer von Handtwig

Gustav Christian von Handtwig (* 1712 auf der Insel Dagö; † 31. Januar 1767 in Riga) war ein deutsch-baltischer Mediziner, Professor, mecklenburgischer Hofrat und Vordenker zur Gerichtsmedizin.

## Leben
Gustav Christian von Handtwig studierte von 1735 bis 1738 an der Universität Rostock Medizin. Er wurde 1738 an der Universität Rostock zum Doktor der Medizin promoviert und war danach bis 1760 dort auch Professor der Medizin. Während dieser Zeit wurde er zum herzoglich-mecklenburgischen Hofrat ernannt und war ab 1750 Kreisphysikus in Rostock. In Rostock wurden 1750 die ersten gerichtsmedizinischen Vorlesungen durch Georg Detharding (1671–1741) und Gustav Christian von Handtwig ausgewiesen. 1765 wechselte Handtwig nach Riga und wurde dort zweiter Stadtphysikus.
Er war aktives Mitglied der Freimaurer in Rostock und Riga. Als Hofrat erhielt er von der Preußischen Großloge eine Konstitutionsurkunde zur Stiftung einer Loge in Rostock. Am 10. Juni 1760 wurde durch ihn die Johannisloge „Zu den drei Sternen“ gegründet. Bis 1764 führte er den ersten Hammer. In Riga war er Mitgründer und Meister vom Stuhl der Loge „Zum Schwert“.

## Herkunft und Familie
Handtwig stammte aus dem deutsch-baltischen Adelsgeschlecht von Handtwig. Gustav Christian wurde 1740 gemeinsam mit seinen Brüdern in den Reichsadelsstand erhoben. Sein Vater war der Propst Georg Handtwig (1676–1733), der mit seiner Ehefrau Anna Magarethe, einer geborenen von Nieroth im Kreis Reval ansässig war. Gustav Christian heiratete 1738 Anna Sophie Eggerdes († 1743) und 1746 in zweiter Ehe Dorothea Louise von Vietinghoff; er hatte keine Nachkommen.

## Werke und Dissertationen
- Johann Bump. De situ corporis cum sani, tum aegroti observanda quaedam; Alderus, Rostochium 1747 (Digitalisat)
- Peter Nicolaus Flamm. De fluore albo speciatim gravidarum. Adler, Rostock 1747 (Digitalisat)
- Paul Theodor Carpow. De Orchide Dissertatio Inavgvralis Botanico-Medica; Adlerus, Rostock 1747 (Digitalisat)
- Diss. phys.-med. de dormientibus, eorundemque situ. Quarta, ... sistens quaedam de salubri sub somnum loco; Handtwig, Gustav Christian von. - Rostochium : 1756 (Digitalisat)
- De Salvbri Svb Somno Sitv: Dissertationum Physico-Medicarum De Dormientibvs. Tertia; Handtwig, Gustav Christian. - Adler: Rostochii, 1755